# کرملا
کرملا (به ایتالیایی: Cremella) یک کومونه در ایتالیا است که در استان لکو واقع شده‌است. کرملا ۱٫۹ کیلومتر مربع مساحت و ۱٬۷۶۵ نفر جمعیت دارد.